# Jüdische Gemeinde Aurich

Der jüdische Friedhof in Aurich

Die jüdische Gemeinde in Aurich (Ostfriesland) bestand über einen Zeitraum von zirka 300 Jahren von ihren Anfängen im Jahr 1657 bis zu ihrem Ende am 1. März 1940. Aurich war bis Anfang des 19. Jahrhunderts Sitz des Landesrabbiners. Die Gemeinde galt als strenggläubig und konservativ. Mit den anderen Ostfriesen sprachen sie ostfriesisches Platt, durchsetzt mit Vokabeln des Auricher Judendeutsch.

## Geschichte der jüdischen Gemeinde in Aurich

### 1635 bis 1744
Juden in Aurich werden erstmals im Jahr 1635 in Person des sogenannten Hofjuden Calman Abrahams erwähnt. Seine Familie bildete den Kern der Auricher Judengemeinde. Eine frühere jüdische Besiedlung der Stadt war bisher nicht nachzuweisen. Die jüdische Gemeinde geht mit großer Wahrscheinlichkeit auf das Jahr 1657 zurück, als einige jüdische Familienmitglieder nach Aurich zogen und die erforderliche Zahl von zehn männlichen Gottesdienstbesuchern für einen Minjan erreicht wurde.
Schon ein Jahr später, 1658, sahen sich die frühe Gemeinde und besonders der Hofjude Calman Abrahams einem Ritualmordvorwurf ausgesetzt. Die aus Altona stammende und im Hause des Hofjuden tätige Judith war als erste Jüdin in Aurich in Anwesenheit des Fürsten Enno Ludwig an Ostern in der Stadtkirche getauft worden; sie trug seither den Namen Christina. Noch im selben Jahr erhob sie den Vorwurf des Ritualmordes gegen die Auricher Juden. Eine vom Hofjuden beim Fürsten gegen Christina erwirkte Untersuchung erwies die Haltlosigkeit der Behauptungen. Dieses frühe Beispiel einer Judenhetze blieb aber in Ostfriesland einmalig.
Der Hofjude in Ostfriesland hatte zweierlei Funktionen: Einerseits oblag ihm die Versorgung des gräflichen Hofes mit Waren und Luxusgütern, andererseits war er oberster Repräsentant der Juden Ostfrieslands als Landrabbiner und Parnas (jüdischer Gemeindevorsteher). Er hatte für die Erhebung der Schutzgelder und anderer Abgaben der Juden zu sorgen. Zu Zeiten der Grafen und Fürsten von Ostfriesland (1464–1744) hatten die jüdischen Familien zwischen einem und fünf Reichstaler an die gräfliche Kasse abzuführen. Des Weiteren musste eine Gans oder ein Kapaun abgegeben werden. Von den Abgaben befreit waren der Landrabbiner und Parnas, der für die Eintreibung der Abgaben zu sorgen hatte, sowie der Schuldiener und dessen Vater, die als zu arm angesehen wurden.
Ein von der jüdischen Gemeinde genutztes jüdisches Gebetbuch für Feiertage, der Machsor, das um 1600 in Venedig erschienen war, deutet auf eine Verbindung der Auricher Juden zu den Juden in Italien hin. Seit 1659 lassen sich Geschäftsverbindungen der Auricher Hofjudenfamilie mit der Frankfurter Bankiers- und Korrespondentenfamilie Beer-Oppenheim zum Einhorn nachweisen, und ein Sohn dieser Familie heiratete eine Tochter aus dem Hause des Hofjuden. Wenig später siedelte er nach Aurich über. Er trat 1686 die Nachfolge seines Schwiegervaters als Hofjude an und übernahm neben dessen Aufgaben auch noch die Münzpacht.
Der von Graf Ulrich II. im Jahre 1645 ausgestellte Generalgeleitsbrief gestattete den Juden Ostfrieslands, nach eigener „jüdischer Ordnung“ zu leben. 1670 ließ die Fürstin Christine Charlotte einen Generalgeleitsbrief verfassen, in dem den Juden die Abhaltung von Gottesdiensten in ihren Wohnungen oder in eigenen Synagogen gestattet worden war. Bis zum Bau der Synagoge am Hohen Wall im Jahre 1810 fanden diese Gottesdienste in einem Anbau am Privathaus des Hofjuden an der Langen Straße statt. Des Weiteren wurde den Juden gestattet, ihre Toten nach jüdischer Gewohnheit bestatten zu dürfen. Dafür nutzte die Auricher Judengemeinde bis etwa 1764/65 den Friedhof der jüdischen Gemeinde in der Nachbarstadt Norden.

### 1744 bis 1806
1744 fiel Ostfriesland nach dem Aussterben der Cirksena an Preußen und das Amt des Hofjuden entfiel. Am 12. Oktober 1764 bat „die Auricher Judenschaft, da sie vorher ihre Toten in Norden hat begraben lassen“, bei der Königlichen Kriegs- und Domänenkammer um die „Erlaubnis, bei der Stadt Aurich einen Friedhof anlegen zu dürfen“. Nach Erteilung der Erlaubnis wurde 1764/65 der jüdische Friedhof an der Emder Straße angelegt. Er blieb bis zum Ende der Gemeinde im Jahre 1940 in Gebrauch und ist bis heute in gutem Zustand erhalten. Die Stelle des Landrabbiners wurde 1777 nach dem Tod des letzten gräflichen Landrabbiners durch den preußischen König Friedrich II. an dessen Sohn Isaak Beer vergeben. Dies traf auf den erbitterten Widerstand der jüdischen Bevölkerung des Landes. Beer wurde 1808, als die Souveränität über Ostfriesland beim holländischen Königshof lag, pensioniert und starb 1826 in Aurich. Obwohl die preußische Regierung die jüdische Bevölkerung reduzieren wollte, wuchs die Gemeinde in Aurich. Kurz vor der holländischen Besetzung im Zuge des Friedens von Tilsit im Jahre 1806 zählte die Gemeinde insgesamt 173 Köpfe. Im Jahre 1753, kurz nach der Machtübernahme durch Preußen, waren es nur 99 Personen gewesen.

### 1806 bis 1866

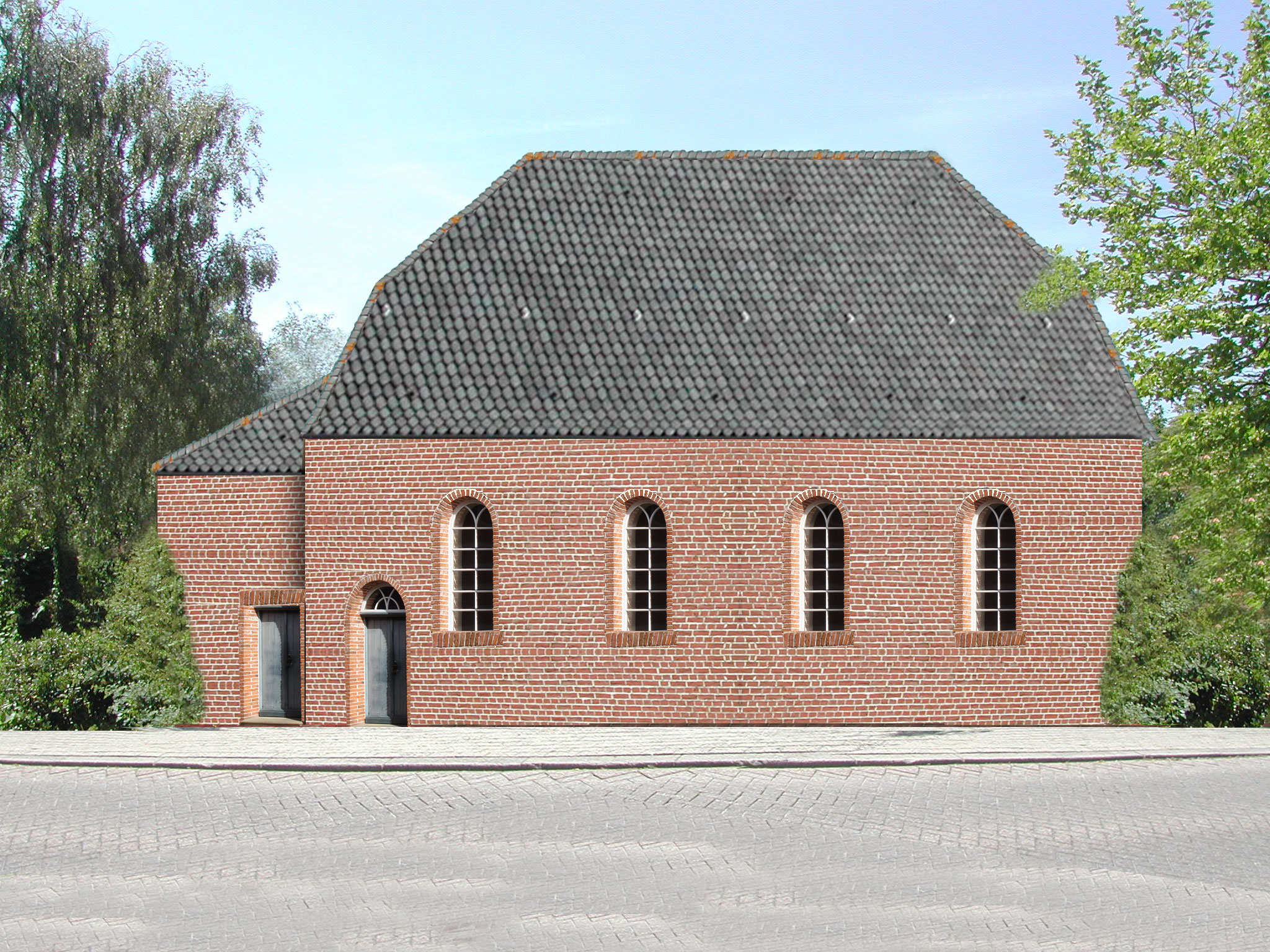
Die ehemalige Synagoge in Aurich. Das Bild wurde anhand von Originalbauplänen rekonstruiert.

Nach der Schlacht bei Jena und Auerstedt (1806) wurde Ostfriesland in das Königreich Holland und damit in den französischen Machtbereich eingegliedert. 1810 kam Ostfriesland als Departement Ems-Oriental (Osterems) unmittelbar zum französischen Kaiserreich. Für die Juden bedeutete dies eine deutliche Verbesserung ihrer Lage. In zwei Dekreten vom 4. Juni 1808 und vom 23. Januar 1811 wurden ihnen die Bürgerrechte und die völlige Gleichberechtigung zugestanden.
In dieser Zeit ist von einem sehr guten Verhältnis zwischen jüdischer und christlicher Bevölkerung auszugehen, was sich unter anderem an der Spendenbereitschaft der Auricher abmessen lässt, als die jüdische Gemeinde 1810 plante, eine eigene Synagoge zu bauen. Noch in der holländischen Zeit begann die Auricher Gemeinde mit der Errichtung der Synagoge, welche nach Plänen des Architekten Bernhard Meyer gebaut und am 13. September 1811 geweiht wurde. Trotz dieser Verbesserungen haben auch die Juden die Fremdherrschaft als bedrückend empfunden und sich an den Befreiungskriegen gegen Napoleon beteiligt.
Nach der Niederlage Napoleons und dem Zusammenbruch seines Reiches kam Ostfriesland in den Jahren von 1813 bis 1815 erneut unter preußische Herrschaft. Infolgedessen erlangte auch das preußische Judenedikt vom 11. März 1812 in Ostfriesland Geltung. Juden, bis dahin im preußischen Staat als „Judenknechte“ angesehen, wurden nun vollberechtigte Staatsbürger, sofern sie bereit waren, bleibende Familiennamen anzunehmen und sich der Wehrpflicht zu unterwerfen. Nach dem Wiener Kongress (1814/15) musste Preußen Ostfriesland jedoch an das Königreich Hannover abtreten. Durch fehlende Anweisungen der neuen Machthaber stellte sich die Rechtslage für Juden nun äußerst verworren dar. Insbesondere die Regierung agierte auf diesem Gebiet zunächst nach preußischem Recht unter Berücksichtigung des Judenedikts. Noch 1829 plädierte die Landdrostei Aurich in Hannover für eine judenfreundliche Auslegung, erhielt jedoch anderslautende Anweisungen. 1819 wurden die Zünfte wieder eingeführt, was die Juden weitgehend vom Handwerk ausschloss. Im Unterschied zum übrigen Königreich Hannover wurde der Schutzjudenstatus in Ostfriesland aber nicht wieder eingeführt. An dessen Stelle war seit 1824 der „Oberlandespolizeiliche Erlaubnisschein“ getreten. Ohne diesen war Juden in Aurich eine Niederlassung und Heirat nicht mehr möglich. Auch blieben Juden das Wahlrecht und die Übernahme städtischer Ämter untersagt. Die Erlaubnis zur Niederlassung konnte nur dann an einen Sohn – und auch dann nur an einen einzigen Sohn – übertragen werden, wenn der Vater sein Geschäft aufgegeben hatte oder verstorben war. Wie schon vorher die Preußen, versuchten auch die Hannoveraner, die Anzahl der Juden in Ostfriesland zu vermindern – erzielten damit aber in Aurich keine Erfolge.
Von 1841 bis 1846 amtierte Samson Raphael Hirsch, der zu dieser Zeit in Emden wohnte, als Landesrabbiner von Emden und war damit auch für die jüdische Gemeinde Aurich zuständig.

### 1866 bis 1919

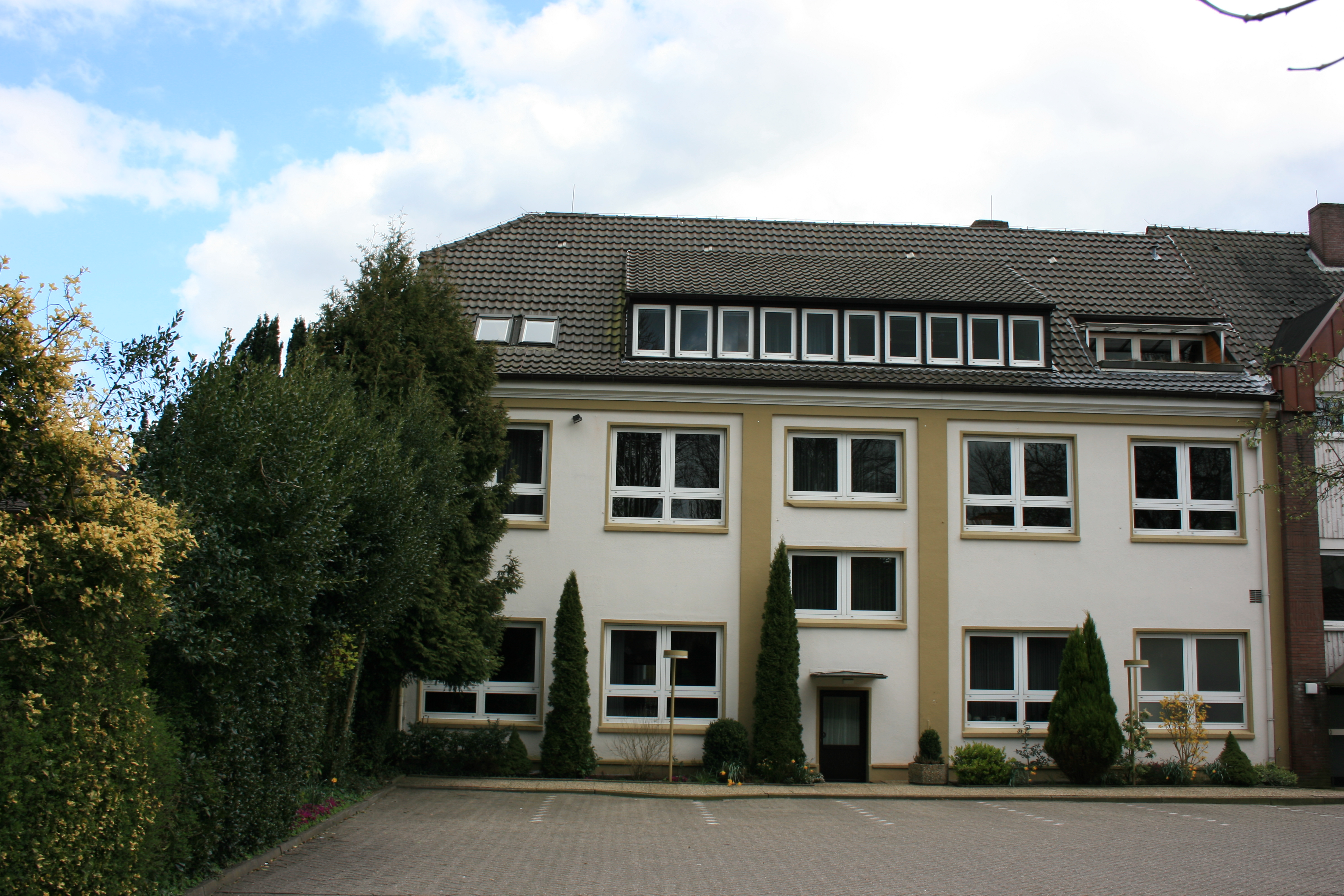
Die ehemalige jüdische Schule in Aurich

Nach der Annexion des Königreiches Hannover durch Preußen 1866 wurde Aurich erneut preußisch, und das Judenedikt fand wieder Anwendung. Bis 1870 brachten neue Gesetze schließlich die Bürgerrechte auch für Juden in Ostfriesland. Die letzten (rechtlichen) Diskriminierungen wurden bis zum Ende des Ersten Weltkrieges abgebaut.
Antisemitische Äußerungen und Handlungen waren bis Anfang der 1930er Jahre selten. Für das 19. Jahrhundert ist im Gegenteil von einem sehr guten Verhältnis zwischen der jüdischen und der christlichen Bevölkerung auszugehen. Noch 1924 bescheinigt der Bürgermeister Karl Anklam den Auricher Juden und den Stadtbürgern anderer Konfessionen eine „Einheit des Empfindens“. Langsam vollzog sich auch die Integration der Juden in das gesellschaftliche Leben der Stadt. So gehörten seit 1846 Juden dem Auricher Schützenverein an. Während der Revolution von 1848 beteiligten sich Juden auch an der Auricher Bürgerwehr. Im Dezember desselben Jahres wurde F. S. Seckels als erster Jude in das Stadtparlament Aurichs als Stadtverordneter gewählt. Lediglich um die Jahrhundertwende traten vereinzelt antisemitische Handlungen auf:
- Zu Weihnachten 1892 wurden Handzettel mit der Aufschrift „Christliche Hausfrauen! Kauft Eure Christgeschenke nur in christlichen Geschäften“ verteilt.
- 1913 setzten Bestrebungen ein, ein Schächtverbot auszusprechen.

Zur jüdischen Gemeinde in Aurich gehörten auch die Juden in den Gemeinden Großefehn, Sandhorst und Kirchdorf. Um 1890 lebten im Amt Aurich Juden in den Dörfern Aurich-Oldendorf (1), Ostgroßefehn (7), Westgroßefehn (6), Jheringsfehn (4) und Strackholt (1).
1911 wurde die Synagoge renoviert und mit einer Feier zum einhundertjährigen Bestehen, an der auch Auricher anderen Glaubens teilnahmen, am 15. September wieder ihrer Bestimmung übergeben. Auch im Ersten Weltkrieg zogen Auricher Juden für das Deutsche Reich an die Front.

### Weimarer Republik
Zu Beginn der Weimarer Republik lässt sich für die jüdische Bevölkerung eine Erwerbsstruktur feststellen, die sich schon seit dem 18. Jahrhundert herauskristallisiert hatte. Der weitaus größte Teil der Juden war in der Schlachterei und im Viehhandel sowie im Kram- und Manufakturwarenhandel tätig. Daneben gab es zwei angestellte Bankiers, von denen Heymann Seckels auch Mitglied der Industrie- und Handelskammer war, sowie einzelne Handwerker (je ein Bäcker, Maler und Tischler) und einen Optiker. Die berufstätigen Frauen waren meist als Näherinnen und Verkäuferinnen tätig. Die Mehrheit der Juden lebte in bescheidenen Verhältnissen. Klein- und Fellhändler und einige Schlachter bewegten sich oft am Rande des Existenzminimums.
Seit 1924 traten die Nationalsozialisten in Aurich mit antisemitischen Versammlungen in Kundgebungen auf und Pastor Ludwig Münchmeyer aus Borkum stachelte mit antisemitischen Hasstiraden das Publikum auf. Weitere aus der Arbeiterschaft bzw. dem Handwerk stammende Agitatoren fanden aufgrund ihrer beruflichen wie sozialen Nähe zum Proletariat vor allem in den größeren Orten gute Resonanz. Ab 1928 wurde die antisemitische Propaganda vor allem durch den evangelischen Pastor Heinrich Meyer, einem führenden Vertreter der NSDAP-Ortsgruppe, verbreitet.
Dem versuchte Bürgermeister Karl Anklam entgegenzutreten. Er war 1924 gewählt worden und pflegte zu den Juden der Stadt ein gutes Verhältnis. 1927 veröffentlichte er einen Aufsatz zur Geschichte der Auricher Judengemeinde. 1931 griff er persönlich ein, als die Nationalsozialisten in der Vorweihnachtszeit ein Flugblatt mit der Aufforderung verteilten, nur bei Christen zu kaufen. Das machte ihn nun selbst zur Zielscheibe der nationalsozialistischen Propaganda. Anklam wurde in der NSDAP-Presse als „Judenknecht“ diffamiert, sein Haus mehrfach mit Parolen und Hakenkreuzen beschmiert. Regelmäßig schob man ihm NS-Propagandamaterial unter der Haustür durch. 1933 wurde er aus dem Amt gedrängt.

### 1933 bis 1938

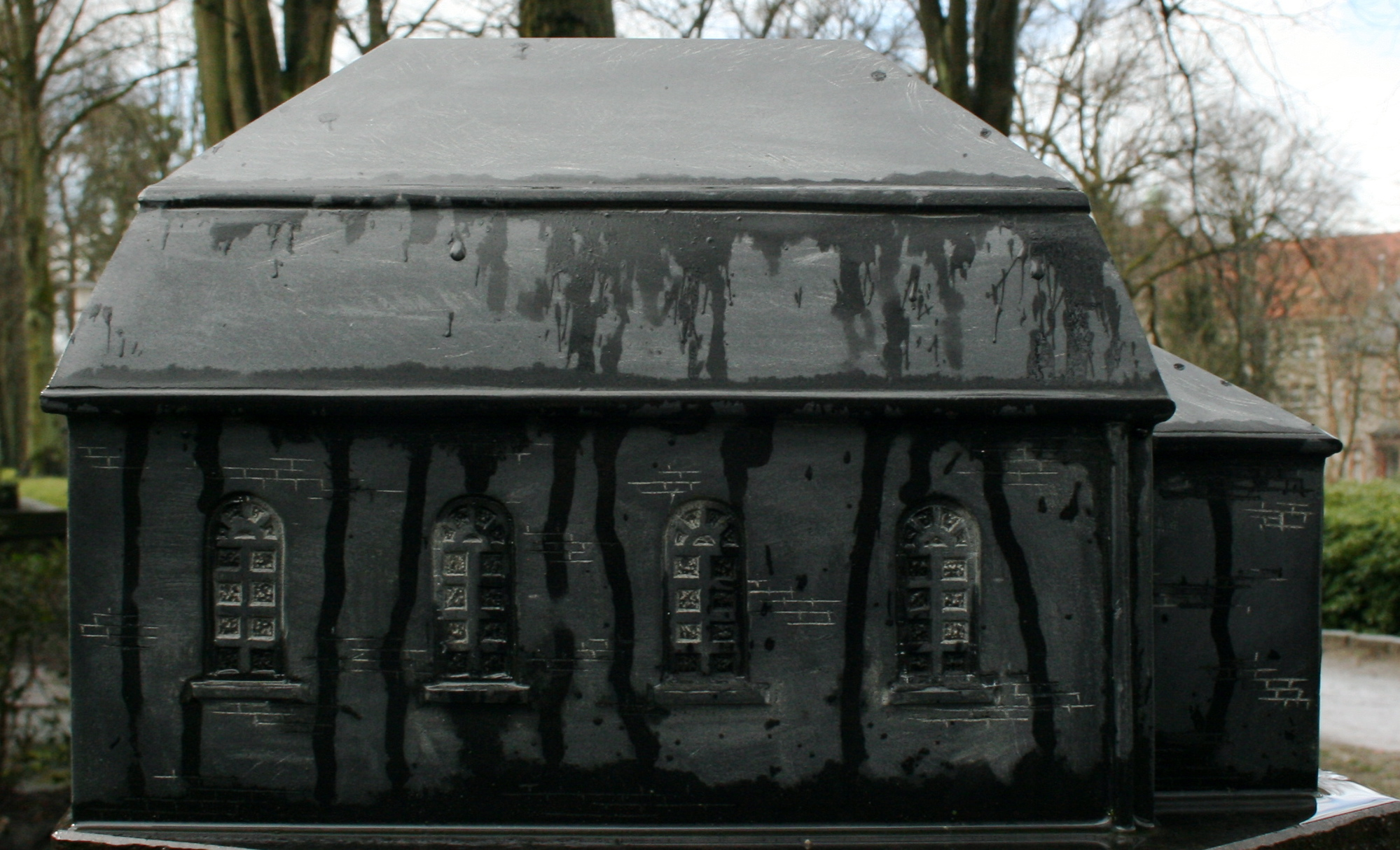
Gedenkstein für die niedergebrannte Synagoge

Nach der Machtübernahme der Nationalsozialisten im Jahre 1933 hatten die Juden in Ostfriesland unter Repressionen staatlicher Organe zu leiden. Zunächst wurden sie registriert, und die Gestapo überprüfte bei einigen die politische Gesinnung. Auch Vereine, Organisationen und Veranstaltungen standen mit Beginn der nationalsozialistischen Diktatur unter Beobachtung. Am 28. März 1933 erließ Bleeke, der Standartenführer für Ostfriesland, ein Schächtverbot für alle ostfriesischen Schlachthöfe und ordnete an, dass die Schächtmesser verbrannt würden. Dies führte zu einem ersten größeren Zwischenfall am 31. März 1933, als die Synagoge von bewaffneten SA-Männern umstellt wurde. Diese erzwangen die Herausgabe der Schächtmesser, um diese dann auf dem Marktplatz zu verbrennen. Ohne diese „koscheren“ Schächtmesser konnten die jüdischen Schlachter ihr Handwerk in Aurich nicht mehr ausüben.
Am 30. Mai 1933 schloss die Schlachterinnung ihre jüdischen Mitglieder aus. Seit Gründung der Innung 1911 waren sie immer im Vorstand vertreten und stellten auch die meisten Mitglieder (13 von 21).
War der Antisemitismus bis 1933 eine Randerscheinung in Ostfriesland geblieben, wurde er nun von der Mehrheit getragen. Die Boykottaufrufe der Nationalsozialisten verfehlten ihr Ziel nicht. Ein Auricher Bürger – Wilhelm Kranz, der Gründer der NSDAP-Ortsgruppe – fotografierte die Bürger, welche in jüdischen Geschäften kauften, um sie dann in den KdF-Schaukästen an den Pranger zu stellen. Dadurch verschlechterte sich die ökonomische Lage der Inhaber dieser Geschäfte. Eines nach dem anderen musste aufgegeben werden und wurde somit auf dem kalten Wege „arisiert“. Viele Juden verließen die Stadt. Bis zu den Novemberpogromen flohen etwa 55 Personen in die Niederlande, 26 in die USA, 21 nach Südamerika, neun nach Palästina, je vier nach Belgien und Frankreich sowie je zwei nach Australien und Schweden. Die schleichende  „Arisierung“ machte sich auch auf dem Immobilienmarkt bemerkbar: Befanden sich 1933 noch 77 Wohnhäuser in jüdischem Besitz, so waren es im Juni 1939 nur noch 28 Wohnhäuser.

### Die Novemberpogrome von 1938

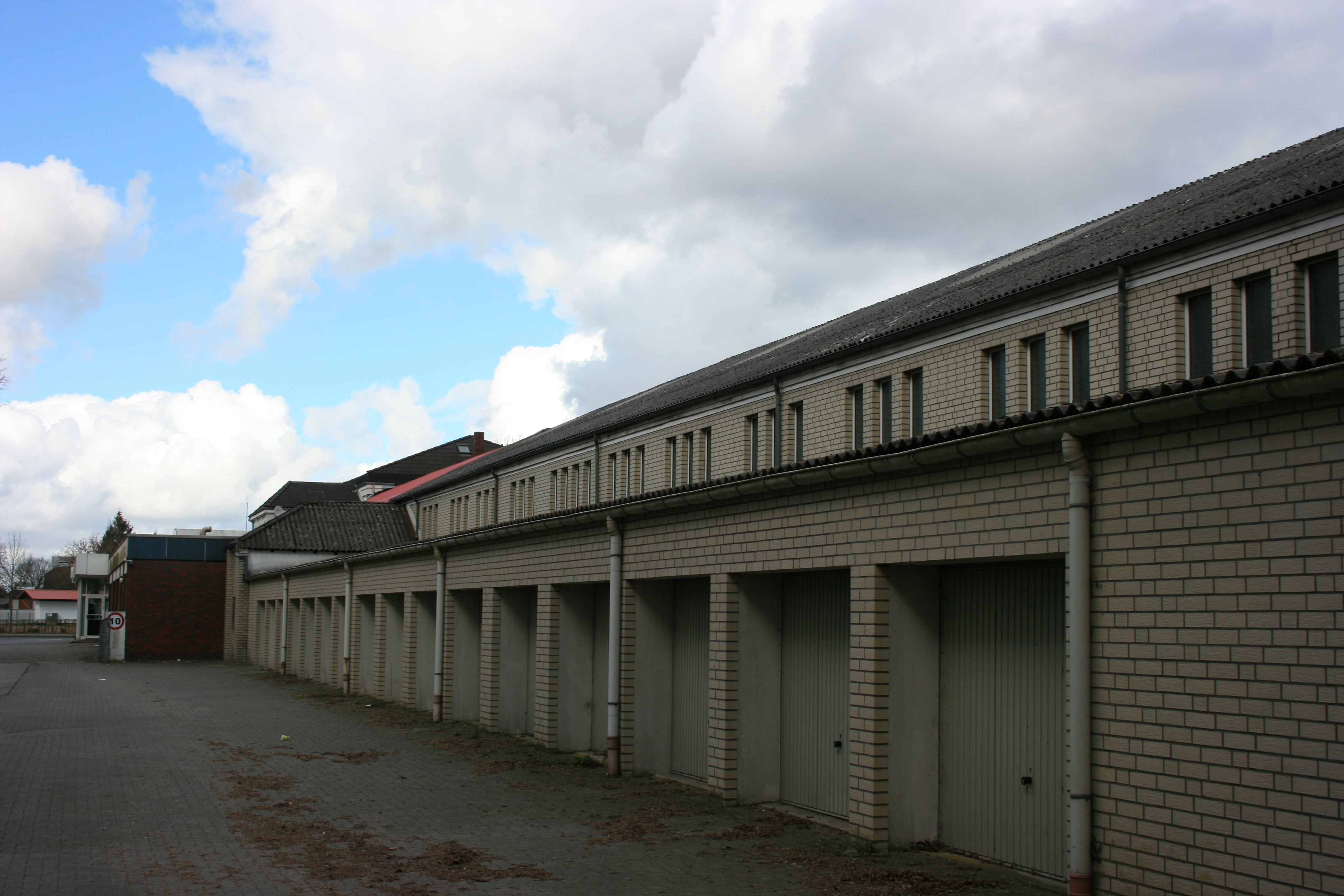
Bullenhalle in Aurich, hier wurden die Juden in der Nacht vom 9. auf den 10. November 1938 interniert

In der Nacht vom 9. auf den 10. November 1938 kam es auch in Aurich zu den von der Reichsleitung der Nationalsozialisten befohlenen Ausschreitungen gegen die Juden, die später als „Reichskristallnacht“ oder Novemberpogrome 1938 bezeichnet wurden.
Am Abend des 9. November 1938 hatte eine Feierstunde der NSDAP anlässlich des Jahrestages des Hitler-Ludendorff-Putsches stattgefunden. Unmittelbar danach wurden die Feuermeldeanlage der Stadt außer Betrieb gesetzt und die Feuerwehr auf eine „Übung“ vorbereitet. Die SA riegelte das Synagogengelände ab. Kurz darauf brannte die Synagoge. Die Feuerwehr wurde herbeigeholt, um eine Ausbreitung des Feuers auf „nichtjüdischen“ Besitz zu verhindern. Währenddessen versammelten sich auf dem Marktplatz SA-Truppen. Diese wurden instruiert, „Juden ohne Rücksicht auf Alter und Geschlecht festzunehmen“ und in der landwirtschaftlichen Halle zu internieren. Dort mussten sie unter Schlägen und Demütigungen marschieren und militärische Übungen abhalten. Der Besitz der Juden wurde beschlagnahmt und abtransportiert. Alte, Frauen und Kinder wurden am Morgen des 10. November entlassen, die Männer zum Ellernfeld getrieben. Dort mussten sie Arbeiten verrichten, ehe man sie ins Auricher Gefängnis sperrte. Schließlich wurden sie über Oldenburg in das Konzentrationslager Sachsenhausen deportiert, aus dem sie erst nach Wochen zurückkehren konnten.

### Exodus, Vertreibung und Ermordung
Bereits für 1933 lassen sich in Aurich Vereine nachweisen, welche die Übersiedlung nach Britisch-Zypern und Palästina organisierten. 1935 hatten viele der jüdischen Einwohner der Stadt bereits ihren Besitz verkauft. Bis 1938 kehrte ein Viertel der jüdischen Bevölkerung der Stadt den Rücken bis 1939 hatte Aurich schon fast die Hälfte seiner jüdischen Bürger verloren. Im Mai des Jahres waren nur noch 176 Juden polizeilich in Aurich gemeldet. Seit 1939 tauchen in den „Judenlisten“ der Stadt keine Händler oder Schlachter mehr auf.
Wer konnte, war geflohen. Nur noch die Alten und Armen blieben. Ihnen wurde der 1. März 1940 als letzter Abreisetermin genannt. Damit hörte die Auricher Judengemeinde auf zu existieren. Schätzungsweise 200 der rund 400 Auricher Juden sind im Holocaust umgekommen, die anderen sind über die ganze Welt verstreut. Zurückgekehrt ist kein einziger. Allerdings heiratete eine Auricherin namens van Lessen einen jüdischen Arzt aus Bremen und ist zur Hochzeit zum Judentum konvertiert. Sie lebte in Bremen, sie starb im Jahr 1998 und wurde auf dem Jüdischen Friedhof in Aurich beigesetzt.

### Juristische Aufarbeitung
Im Jahre 1948 wurden die Vorfälle in Zusammenhang mit den Pogromen vom November 1938 vom Schwurgericht in Aurich untersucht. Von den vier Angeklagten wurde einer freigesprochen, die drei anderen wurden zu Gefängnisstrafen von drei Jahren, einem Jahr und zehn Monaten verurteilt.

## Gemeindeentwicklung
Die jüdische Gemeinde in Aurich war die zweitgrößte Ostfrieslands nach derjenigen in Emden. Der höchste Anteil an der Gesamtbevölkerung wurde im Jahre 1925 mit 7,4 Prozent erreicht, in absoluten Zahlen wurde 1885 mit 406 Mitgliedern der Höhepunkt erreicht.
| Jahr             | Gemeindemitglieder |
| ---------------- | ------------------ |
| 1635             | 2 Familien         |
| 1657             | 3 Familien         |
| 1690             | 5 Familien         |
| 1736             | 14 Familien        |
| 1753             | 99 Personen        |
| 1782             | 114 Personen       |
| 1806             | 173 Personen       |
| 1824             | 219 Personen       |
| 1849             | 330 Personen       |
| 1867             | 347 Personen       |
| 1885             | 406 Personen       |
| 1925             | 398 Personen       |
| 1936             | 362 Personen       |
| 31. Mai 1939     | 176 Personen       |
| 10. Oktober 1939 | 155 Personen       |

## Gedenkstätten

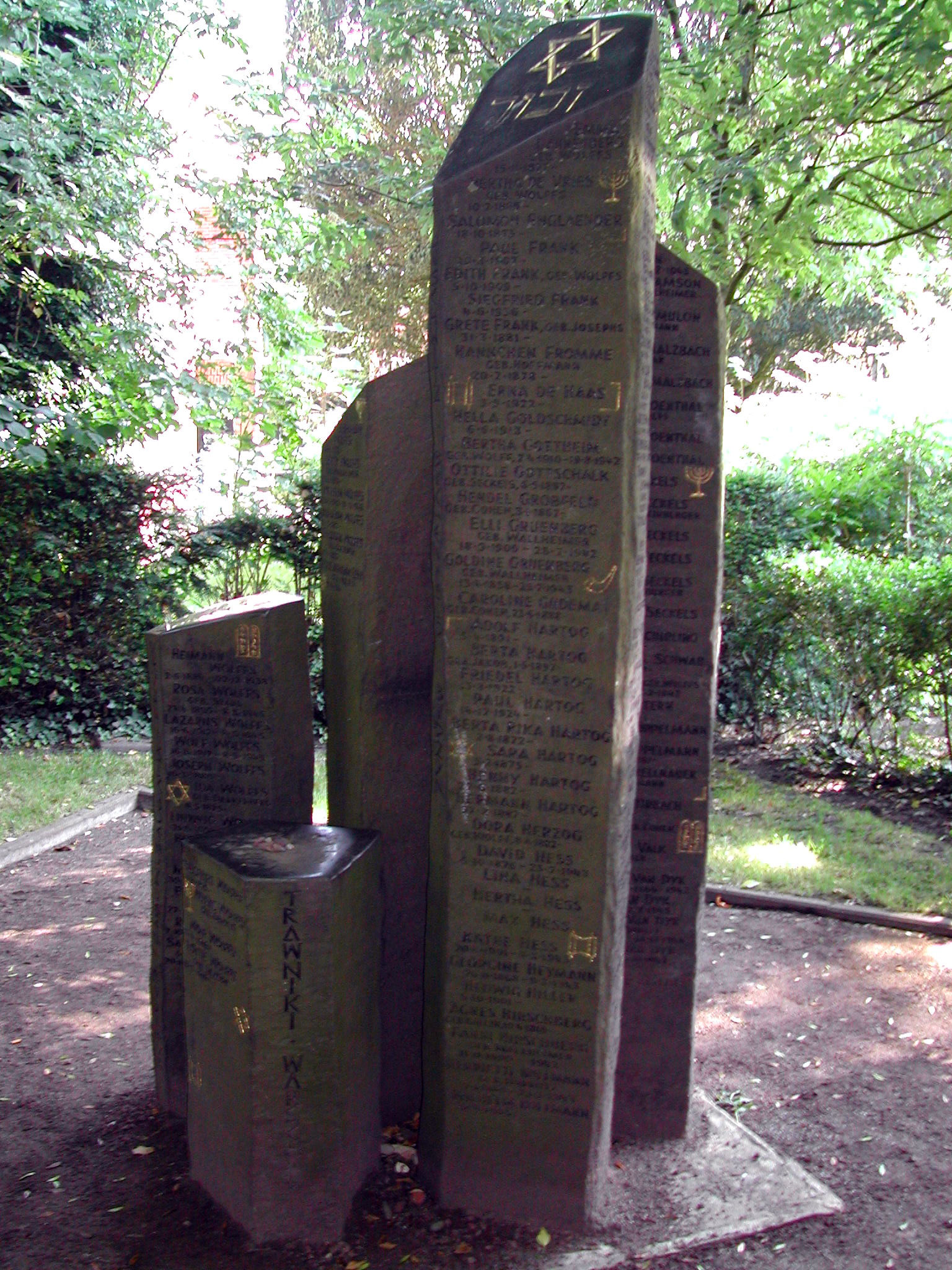
Gedenkstein für die ermordeten Juden aus Aurich

- Gedenkstein für die niedergebrannte Synagoge auf dem Hohen Wall.
- Gedenktafel zur Erinnerung an die ehemalige jüdische Schule am Haus der Ärztekammer in der Kirchstraße.
- Die Stadt Aurich hat eine Straße nach dem letzten jüdischen Gemeindevorsteher Abraham Wolffs benannt.
- Das Auricher Kino wurde auf einem Teil des Geländes gebaut, auf dem die Bullenhalle stand. Dort sind die Auricher Juden in der Reichspogromnacht zusammengetrieben und misshandelt worden. Eine Gedenkwand im Kino erinnert daran.